# Wielka Walentkowa Czuba
Wielka Walentkowa Czuba (słow. Vyšný Valentkov zub, niem. Grosser Valentinszahn, węg. Nagy-Bálint-fog) – skalna czuba w głównej grani Tatr. Wznosi się na wysokość 2128 m w Walentkowej Grani pomiędzy Wyżnimi Walentkowymi Wrótkami (2113 m) i Niżnią Walentkową Szczerbiną (2120 m). Granią tą biegnie granica polsko-słowacka. Stoki południowo-wschodnie opadają ścianą do piargów nad Zadnim Stawem w Dolinie Pięciu Stawów Polskich, stoki zachodnie również ściana do kotła Walentkowe Kamienne w Dolinie Walentkowej.
Pierwsze znane przejście Walentkową Granią: latem Tadeusz Grabowski i Adam Staniszewski w 1907 r., zimą Edúard Ganoczi i István Zamkovszky w 1927 r.